# Nathalie Schmid
Nathalie Schmid (* 3. Juli 1974 in Aarau) ist eine Schweizer Schriftstellerin.

## Leben und Werk
Nathalie Schmid reiste nach ihrem Abitur durch Nord- und Zentralamerika. Anschließend besuchte sie zunächst eine Bergbauernschule und studierte dann ab 1998 am Deutschen Literaturinstitut in Leipzig. Dort schloss sie 2002 mit einem Diplom im Hauptfach Lyrik ab. Sie ist als freie Autorin tätig und veröffentlicht in zahlreichen Zeitschriften (u. a. text + kritik, Die Zeit und Entwürfe) und Anthologien (u. a. Jahrbuch der Lyrik). Sie ist Mitglied beim Autorenverband der Schweiz (AdS). Nathalie Schmid ist neben ihrer schriftstellerischen Tätigkeit im Bereich Erwachsenenbildung zum Thema kreatives Schreiben und Deutsch als Fremdsprache aktiv. Sie lebt und arbeitet in Baden.

## Preise und Auszeichnungen
- Werkbeitrag 2019 vom Aargauer Kuratorium
- Aufenthaltsstipendium in London von Landis & Gyr, 2017
- Pro Argovia Artist, 2012
- 2. Platz Irseer Pegasus
- 1. Platz des AdS-Gedichtwettbewerbes 2004
- 2. Platz des Bolero-Short-Story Wettbewerbes 2002
- Publikumspreis des MDR-Literaturwettbewerbs 1998

## Einzelpublikationen
- Ein anderes Wort für einverstanden, Gans Verlag, Berlin, 2025, ISBN 978-3-946392-56-9 (Beschreibung auf gansverlag.de)
- Lass es gut sein, Roman, Geparden Verlag, Zürich, 2023, ISBN 978-3-907406-01-4
- Gletscherstück, Gedichte, Wolfbach Verlag, Zürich 2019, ISBN 978-3-906929-24-8.
- Atlantis lokalisieren, Gedichte, Wolfbach, Zürich 2011, ISBN 978-3-905910-15-5.
- Die Kindheit ist eine Libelle, Gedichte, Lyrikedition 2000, München 2005, ISBN 3-86520-151-2.